# Iberische meerkikker
De Iberische meerkikker of Iberische groene kikker (Pelophylax perezi) is een kikker uit de familie echte kikkers (Ranidae). De soort behoorde lange tijd tot het geslacht Rana. De soort werd voor het eerst wetenschappelijk beschreven door Victor López Seoane y Pardo-Montenegro in 1885. Oorspronkelijk werd de wetenschappelijke naam Rana hispanica gebruikt.

## Uiterlijke kenmerken
De lengte is ongeveer 8 centimeter, de kleur is meestal bruingroen met duidelijk donker gebandeerde poten en vaak ronde, donkerbruine tot zwarte vlekken op de rug. Het mannetje is in de paartijd veel feller groen en ook is de lengte kleiner dan die van een vrouwtje. De meeste exemplaren hebben een donkere tekening op de buik, bij de meeste soorten kikkers is deze meestal egaal en wit.

## Algemeen
Deze kikker leeft in zuidelijk Frankrijk, Spanje, Portugal, de Azoren en de Canarische Eilanden hoewel de soort op beide twee eilandengroepen is uitgezet. Het voedsel bestaat uit kleine insecten en wormen maar ook kleinere kikkers, zelfs soortgenoten, worden gegeten. Deze soort houdt van stromende rivieren en bredere sloten met veel onderwatervegetatie waartussen gescholen kan worden. De Iberische groene kikker is te vinden op zonnige plekken, maar verbergt zich op het land vaak tussen planten en bladeren. Er wordt zowel overdag gejaagd als tijdens de schemering.
Via tuincentra heeft de soort zich ook in België gevestigd.